# ناو سن مارکو
ناو سن مارکو (به انگلیسی: Italian cruiser San Marco) یک کشتی بود که طول آن 131.0 m (429 ft 9 in) pp بود. این کشتی در سال ۱۹۰۷ ساخته شد.